# Campionatul European de Fotbal 2032
Campionatul European de Fotbal UEFA 2032, denumit în mod obișnuit ca UEFA EURO 2032 sau pur și simplu EURO 2032, va fi cea de-a nouăsprezecea ediție a Campionatului European de Fotbal, organizat de UEFA.
Italia și Turcia au fost desemnate țări organizatoare de către UEFA la 10 octombrie 2023, la Nyon.

## Candidaturi oficiale
La 12 aprilie 2023, UEFA a anunțat că a primit două dosare de candidatură pentru organizarea competiției :
- Italia Italia : Federația Italiană și-a anunțat candidatura pentru UEFA Euro 2032[3].
- Turcia Turcia : Federația Turcă a avut cinci eșecuri consecutive privind găzduirea turneului, candidând pentru edițiile din perioada 2008 - 2024 și inițial dorise organizarea Euro 2028.[4].

Tot în aprilie 2023, UEFA a anunțat că va numi în același timp organizatoarele turneelor din 2028 și 2032, anunțul urmând să fie făcut în octombrie 2023..
La 28 iulie 2023, UEFA a primit o cerere din partea federațiilor din Italia și Turcia care au anunțat o fuzionare a candidaturilor.

## Legături externe
Materiale media legate de Campionatul European de Fotbal 2032 la Wikimedia Commons
- en  Site web oficial